# Туман (повість)
«Туман» (англ. The Mist) — повість американського письменника Стівена Кінга; опублікована вперше у 1980 році в антології «Темні сили» (англ. Dark Forces). У 1985 році в дещо відредагованому вигляді вийшла в авторській збірці «Команда скелетів».

## Сюжет
В творі розповідається про події в невеликому містечку Бриджтон в штаті Мен. Однієї ночі там стається буревій, що супроводжується грозою та смерчем. Наступного дня головний герой роману, художник Девід Дрейтон, від імені якого і йде розповідь, разом з сином Біллі направляється за продуктами в місто і, виходячи з дому, бачить дивний туман, який поширюється проти вітру з другого берегу озеру.
Приїхавши в місто, він чує звук протипожежної сирени і вперше підозрює, що щось негаразд. Туман наздоганяє героїв в супермаркеті, і тут виявляється, що в тумані ховаються певні істоти, раніше невідомі людям. Згідно з чутками, це пов'язано з випробуванням системи протидії буревіям «Вістря стріли».
Становище героїв погіршує землетрус, який пошкоджує основні комунікації, через що магазин, як і все місто, залишається без електроенергії. Через небезпеку герої змушені залишитися в супермаркеті, де і відбувається більша частина дії. Коли молодик Норм виходить на вулицю, щоб полагодити засмічений вентиляційний отвір у електрогенераторі, його затягує в туман маса гігантських щупалець. Дрейтон, який став свідком цього, намагається попередити людей про небезпеку, та йому не вірять, зокрема його звинувачує в брехні сусід Нортон. Пізніше Нортон і невелика група людей виходять на вулицю по допомогу, але їх убиває якась істота. Юна Аманда Дамфріс дарує менеджеру супермаркету Оллі Вікс револьвер. Великі комахоподібні потвори починають повзати зовні супермаркету, приваблюючи істот, схожих на птерозаврів, одна з яких залазить усередину крізь розбите вікно. Її вдається прогнати саморобним смолоскипом. Девід веде групу людей до сусідньої аптеки, але там люди стикаються з величезними павуками. Декілька осіб гине, решта повертаються в супермаркет. Літня релігійна фанатичка місіс Кармоді поступово переконує більшість уцілілих, що настав кінець світу і що потрібні людські жертви, щоб врятуватися від Божого гніву. Вона закликає натовп принести Біллі та Аманду в жертву чудовиськам. Тоді Оллі вбиває місіс Кармоді з отриманого раніше револьвера.
Девід із сином, Аманда Дамфріс, Оллі Вікс, Хеггі Терман, колишня доглядальниця Біллі, та місіс Реплер, а також Емброус Корнел роблять спробу вирватися з супермаркету до автомобіля. Проте Оллі і Хеггі гинуть на шляху, а Корнелл вирішує залишитися в супермаркеті. Решта, діставшись до автомобіля, спершу намагаються сховатися в будинку Девіда, проте доїхати не вдається через повалені дерева. Вони їдуть на південь через спустошену та оповиту туманом Нову Англію. Вночі Девід зупиняє автомобіль і чує по радіо «Гартфорд», що дає йому надію на порятунок.

## Екранізації
- 21 листопада 2007 року відбулася прем'єра фільму «The Mist», який в українському перекладі носить назву «Імла»[1], Режисером і продюсером екранізації став Френк Дарабонт. На відміну від повісті, у фільм додано нове драматичне закінчення. Кінг не був проти похмурішого закінчення «Імли», запропонованого Дарабонтом, і яке відрізняється від закінчення повісті.
- 22 червня 2017 року на телеканалі Spike стартував однойменний серіал за сюжетом повісті. Головні ролі виконали Морґан Спектор, Алісса Сазерленд, Ґас Берні, Даніка Керчіч і Френсіс Конрой. Після закінчення 1 сезону серіал було закрито.

## Вплив
Сюжетом повісті значною мірою натхненна відеогра Half-Life 1998 року, де події розгортаються в урядовому науково-дослідницькому комплексі, куди проникають істоти з іншого світу внаслідок невдалого експерименту.
Серія відеоігор Silent Hill має багато паралелей із повістю, зокрема головним місцем дії слугує оповите туманом місто. Композитор і продюсер серії Акіра Ямаока назвав повість «чудовим джерелом натхнення» для розробки оригінальної гри Silent Hill 1999 року.